# 喜多誠一
喜多 誠一（きた せいいち、1886年〈明治19年〉12月20日 - 1947年〈昭和22年〉8月7日）は、日本の陸軍軍人。陸士19期・陸大31期。最終階級は陸軍大将、栄典は正三位勲一等功四級。

## 経歴
滋賀県出身。喜多三郎の子として生まれる。滋賀二中（現・滋賀県立膳所高等学校）を経て、1907年（明治40年）5月、陸軍士官学校（19期）を卒業。同年12月、歩兵少尉に任官し歩兵第36連隊付となる。天津駐屯歩兵隊付などを経て、1919年（大正8年）11月、陸軍大学校（31期）を卒業した。
1920年（大正9年）2月、歩兵第68連隊中隊長となり、参謀本部付勤務、参謀本部員、参謀本部付（支那駐在）、歩兵第19連隊大隊長などを歴任。1925年（大正14年）5月、参謀本部員に就任し、陸軍省軍務局課員、支那駐在、欧州出張、参謀本部員、参謀本部付（南京駐在）などを経て、1931年（昭和6年）8月8日、歩兵大佐に進級し歩兵第37連隊長に就任。
1932年（昭和7年）2月、上海派遣軍情報参謀となり、参謀本部付（支那出張）、関東軍参謀（第2課長）、参謀本部支那課長などを歴任し、1936年（昭和11年）3月、陸軍少将に進級して支那公使館付武官となった。1937年（昭和12年）8月、天津特務機関長に就任。中国通として第二次上海事変発生時に、蔣介石総統と事件拡大回避の交渉をするも物別れとなる。その後、北支那方面軍特務部長を経て、1939年（昭和14年）3月、陸軍中将に進級し興亜院華北連絡部長官となる。
1940年（昭和15年）3月、第14師団長に親補され、第6軍司令官、第12軍司令官などを経て、1944年（昭和19年）9月、満州国敦化に司令部を置く第1方面軍司令官に就任。翌年3月、陸軍大将に親任され、終戦を迎えた。
戦後はシベリアに抑留され、1947年にハバロフスク近郊のホール野戦病院にて没。享年62。

## 栄典
- 1940年（昭和15年）8月15日 - 紀元二千六百年祝典記念章[2]

外国勲章佩用允許
- 1944年（昭和19年）10月5日 - 満州国：勲一位景雲章[3]